# 49265 Raphaeljimenez
49265 Raphaeljimenez è un asteroide della fascia principale. Scoperto nel 1998, presenta un'orbita caratterizzata da un semiasse maggiore pari a 2,354713 UA e da un'eccentricità di 0,225210, inclinata di 0,826890° rispetto all'eclittica. Ha un diametro di 1,688 km.